# Arbazhsky (huyện)
Huyện Arbazhsky (tiếng Nga: ? райо́н) là một huyện hành chính tự quản (raion), của Vùng Krasnodar, Nga. Huyện có diện tích 1415 km². Trung tâm của huyện đóng ở Arbazh.